# THRAP3
THRAP3‏ (Thyroid hormone receptor associated protein 3) هوَ بروتين يُشَفر بواسطة جين THRAP3 في الإنسان.